# Marjatta Aalto
Marjatta Aalto (1939) è una micologa finlandese.

## Opere
- Marjatta Aalto, J. P. Taavitsainen, Irmeli Vuorela, Paleobotanical Investigations at the Site of a Sledge Runner Find, Dated to about 4900 B.P. in Noormarkku, S.W. Finland, in Suomen Museo Helsinki, n. 87, 1980,  pp. 41-65.
- Marjatta Aalto, Archaeobotanical studies at Katajamäki, Salo, South-West Finland, in PACT, vol. 7, n. 1, 1982,  pp. 137-147.
- Lars Forsström, Marjatta Aalto, Matti Eronen, Tuulikki Grönlund, Stratigraphic evidence for eemian crustal movements and relative sea-level changes in eastern fennoscandia, in Palaeogeography, Palaeoclimatology, Palaeoecology, vol. 68, n. 2-4, dicembre 1985,  pp. 317-335.